# 舌尖上的新年
《舌尖上的新年》（英語：A Bite Of China: Celebrating The Chinese New Year）是由中国中央电视台饮食文化纪录片《舌尖上的中国》派生的纪录电影，由陈晓卿导演，李立宏解说，阿鲲配乐。影片记录摄制组在温岭石塘镇、苏州、重庆酉阳、闽南、黄土高原、香港元朗等24个地方的43种美食。影片由爱奇艺影业、英皇（北京）影视文化传媒有限公司等制作，中国国际电视总公司发行，于2016年1月7日以2D格式在中国上映。

## 剧情
这是一部关于“重回时间”、“寻找年味儿”的电影，将透过中国广袤大地上奇绝的年货食物，串接一个个新年故事，展示东方的文化习俗，用鲜活的镜头语言保存一部民族生活史和文化档案，带观众重寻旧日的习俗和年味儿。

## 制作
鉴于《舌尖上的中国》第二季播出时口碑不俗，中国中央电视台与东海电影集团宣布推出纪录片的同名电影。据透露，最初计划是将电影将两个年轻人寻访美食的过程为线索来拍摄一部爱情片，希望延续的是纪录片里美食的精髓和人文的情怀。影片预计投入高达5000万元，启用明星阵容，为此《十二道锋味》主持人谢霆锋曾获导演邀请。
但是，后来电影在广电总局的备案资料显示，电影并没有按照计划拍成爱情片，而是延续纪录电影风格，透过中国广袤大地上奇绝的年货食物，串接一个个新年故事，展现“重回时间”、“寻找年味儿”的主题。
影片采用最新的电影器材拍摄，以4K电影级超高清分辨率画质摄制，确保观众看清食材的每一个细节。而为了刻画出肉眼难以察觉的美食瞬间形态变化，剧组还动用了高速摄影和显微镜摄影技术。此外，剧组前往全国35个地点寻访60多种美食，拍摄了10000多分钟素材，最终85分钟的成片中呈现出24个地点的43种美食。

## 原声资料
电影配乐由《舌尖上的中国》作曲阿鲲操刀，悉尼歌剧院交响乐团演奏，《指环王》三部曲和《拆弹部队》混音师John Kurlander和段小舟混音。专辑于2016年1月6日在虾米音乐首发。
| 舌尖上的新年 原声音乐大碟 | 舌尖上的新年 原声音乐大碟 | 舌尖上的新年 原声音乐大碟 |
| 曲序                      | 曲目                      | 时长                      |
| ------------------------- | ------------------------- | ------------------------- |
| 1.                        | 舌尖上的新年              | 1:37                      |
| 2.                        | 开场                      | 1:13                      |
| 3.                        | 出海                      | 1:23                      |
| 4.                        | 蒙古                      | 1:48                      |
| 5.                        | 福                        | 2:37                      |
| 6.                        | 归乡                      | 2:06                      |
| 7.                        | 菜板上的跳动              | 1:08                      |
| 8.                        | 台北凤梨鱼                | 1:00                      |
| 9.                        | 平凡人家                  | 1:40                      |
| 10.                       | 功夫与鸭                  | 1:42                      |
| 11.                       | 回到家                    | 1:10                      |
| 12.                       | 年夜饭的制作与上桌        | 2:10                      |
| 13.                       | 河豚                      | 0:55                      |
| 14.                       | 重庆爷爷追猪2             | 0:18                      |
| 15.                       | 重庆爷爷追猪              | 0:20                      |
| 16.                       | 螃蟹                      | 2:06                      |
| 17.                       | 品尝                      | 1:43                      |
| 18.                       | 重庆婆婆做腊肉            | 1:27                      |
| 19.                       | 屋檐下听雨                | 0:41                      |
| 20.                       | 糖                        | 0:58                      |
| 21.                       | 现代口味                  | 2:31                      |
| 22.                       | 各味食材的相互作用        | 1:06                      |
| 23.                       | 制作三色蛋                | 1:06                      |
| 24.                       | 当头菜                    | 0:50                      |
| 25.                       | 平凡人家2                 | 1:39                      |
| 26.                       | 吹大糍                    | 1:16                      |
| 27.                       | 晶莹                      | 0:37                      |
| 28.                       | 接鲜人的彻夜辛劳          | 1:06                      |
| 29.                       | 祭祖                      | 0:59                      |
| 30.                       | 熏腊肉                    | 0:52                      |
| 31.                       | 下油锅                    | 1:02                      |
| 32.                       | 钢针猪肉                  | 0:39                      |
| 33.                       | 各种米                    | 0:18                      |
| 34.                       | 鱼冻                      | 0:43                      |
| 35.                       | 拉糖                      | 1:07                      |
| 36.                       | 舌尖上的新年钢琴组曲      | 1:26                      |

## 评价
时光网评：“《舌尖上的新年》将每一个在生活中平淡无奇的人们都变成为了绘制这饮食美学的匠人，与此中这种对美食的呈现更以不仅是一种满足人们视觉的冲击，而更是一种对中国饮食文化的传承，可以说这种在美食中对文化的提炼，在“舌尖”团队手中已然游刃有余，使过年这中国人最为重视的佳节，在美食之名下得以了对中国文化的深攫。”
豆瓣电影上一网友评：“比起之前在电视上播放的《舌尖》日常版，《舌尖上的新年》在拍摄手法上也更为讲究，剪辑方式上依然是多种美食的穿插混合剪，情节设置上却非常节制，绝对不让煽情抢了美食的风头。”
而凤凰网则表示，《舌尖上的新年》可能会引发2016年开年最严重的观影屏射效应，这虽然不是一件值得提倡的事，但是它注定会发生，会发生在朋友圈，吐着槽点着赞，咽着口水听肚子叫。

## 票房
电影于2016年1月7日上映，但票房表现不佳，截至1月12日的总票房仅为162.1万。